# Mid-South 250 1954
Mid-South 250 1954 var ett stockcarlopp ingående i Nascar Grand National Series (nuvarande Nascar Cup Series) som kördes 10 oktober 1954 på den 1,5 mile (2,414 km) långa ovalbanan Memphis-Arkansas Speedway i West Memphis i Arkansas. Totalt avverkades 250,5 miles (403,140 km) fördelat på 167 varv. Banunderlaget var dirt. Loppet vanns av Buck Baker i en Oldsmobile på tiden 2:48.51 körande för Bob Griffin. Bakers snitthastighet var 89,013 mph. Han var vid målgång ensam förare på ledarvarvet, fem varv före tvåan Dick Rathmann. Prispotten uppgick till 10 950 dollar, varav 2 750 dollar gick till segraren.

## Resultat
| Plc     | Nr   | Förare            | Team/ bilägare      | Konstruktör | Start | Varv | Ledda varv |
| ------- | ---- | ----------------- | ------------------- | ----------- | ----- | ---- | ---------- |
| 1       | 87   | Buck Baker        | Bob Griffin         | Oldsmobile  | i.u.  | 167  | 17         |
| 2       | 3    | Dick Rathman      | John Ditz           | Hudson      | i.u.  | 162  | 0          |
| 3       | 42   | Lee Petty         | Petty Enterprises   | Chrysler    | 2     | 161  | 150        |
| 4       | 92   | Herb Thomas       | Herb Thomas Racing  | Hudson      | i.u.  | 161  | 0          |
| 5       | 4    | Herschel Buchanan | Herschel Buchanan   | Hudson      | i.u.  | 160  | 0          |
| 6       | 114  | Slick Smith       | Frank Christian     | Oldsmobile  | i.u.  | 160  | 0          |
| 7       | 98   | Marvin Panch      | Beryl Jackson       | Oldsmobile  | i.u.  | 158  | 0          |
| 8       | 189  | Lou Figaro        | Lou Figaro          | Hudson      | i.u.  | 154  | 0          |
| 9       | 14   | Hershel McGriff   | Frank Christian     | Oldsmobile  | i.u.  | 154  | 0          |
| 10      | 44   | Gober Sosebee     | Elmer Brooks        | Oldsmobile  | i.u.  | 153  | 0          |
| 11      | 23   | Jimmie Lewallen   | George Miller       | Hudson      | i.u.  | 153  | 0          |
| 12      | 10   | Van Van Wey       | Van Van Wey         | Ford        | i.u.  | 149  | 0          |
| 13      | 27   | Erick Erickson    | Erick Erickson      | Buick       | i.u.  | 147  | 0          |
| 14      | 85   | Charles Hardiman  | i.u.                | Hudson      | i.u.  | 146  | 0          |
| 15      | 6    | Ralph Liguori     | Ralph Liguori       | Dodge       | i.u.  | 146  | 0          |
| 16      | 08   | Frank Smith       | i.u.                | Ford        | i.u.  | 144  | 0          |
| 17      | X100 | Blackie Pitt      | Gary Drake          | Oldsmobile  | i.u.  | 138  | 0          |
| 18      | 86   | Don Oldenberg     | Don Oldenberg       | Mercury     | i.u.  | 138  | 0          |
| 19      | 68   | John Erickson     | i.u.                | Dodge       | i.u.  | 137  | 0          |
| 20      | 202  | Bo Fields         | i.u.                | Plymouth    | i.u.  | 137  | 0          |
| 21      | 148  | Chuck Hansen      | i.u.                | Oldsmobile  | i.u.  | 135  | 0          |
| 22      | 71   | Tim Flock         | i.u.                | Hudson      | i.u.  | 129  | 0          |
| 23      | 90   | Charles Merrill   | i.u.                | Hudson      | i.u.  | 129  | 0          |
| 24      | 93   | Ted Chamberlain   | Ted Chamberlain     | Hudson      | i.u.  | 129  | 0          |
| 25      | 15   | Ed Massey         | i.u.                | Plymouth    | i.u.  | 127  | 0          |
| 26      | 52   | Joe Guide         | Sally Guide         | Hudson      | i.u.  | 125  | 0          |
| 27      | 25   | Bill Widenhouse   | Bill Widenhouse     | Oldsmobile  | i.u.  | 120  | 0          |
| 28      | 485  | Robert Slensby    | i.u.                | Plymouth    | i.u.  | 117  | 0          |
| 29      | 47   | Jim McLain        | i.u.                | Ford        | i.u.  | 112  | 0          |
| 30      | 291  | C.H. Dingler      | C.H. Dingler        | Hudson      | i.u.  | 108  | 0          |
| 31      | 188  | Hooker Hood       | Hooker Hood         | Oldsmobile  | i.u.  | 102  | 0          |
| 32      | 82   | Joe Eubanks       | Phil Oates          | Hudson      | i.u.  | 99   | 0          |
| 33      | 51   | Lloyd Chick       | i.u.                | Oldsmobile  | i.u.  | 94   | 0          |
| 34      | 13   | Joel Million      | Ernest Woods        | Oldsmobile  | i.u.  | 92   | 0          |
| 35      | 76   | Leland Sewell     | i.u.                | Chrysler    | i.u.  | 84   | 0          |
| 36      | 58   | Johnny Patterson  | Ranier-Lundy Racing | Mercury     | i.u.  | 74   | 0          |
| 37      | 33   | Jimmy Ayers       | Jimmy Ayers         | Dodge       | i.u.  | 68   | 0          |
| 38      | 599  | Bud Chaddock      | i.u.                | Hudson      | i.u.  | 66   | 0          |
| 39      | 91   | Laird Bruner      | i.u.                | Oldsmobile  | i.u.  | 62   | 0          |
| 40      | 18   | Arden Mounts      | Gene Comstock       | Hudson      | i.u.  | 61   | 0          |
| 41      | 133  | Bud Harless       | Edgar Clay          | Hudson      | i.u.  | 55   | 0          |
| 42      | 100  | Charles Brinkley  | i.u.                | Hudson      | i.u.  | 51   | 0          |
| 43      | 176  | Dutch Munsinger   | i.u.                | Dodge       | i.u.  | 46   | 0          |
| 44      | 5    | Ray Duhigg        | Ray Duhigg          | Mercury     | i.u.  | 43   | 0          |
| 45      | 280  | Roscoe Rann       | i.u.                | Lincoln     | i.u.  | 33   | 0          |
| 46      | 7    | Jim Reed          | Jim Reed            | Hudson      | i.u.  | 31   | 0          |
| 47      | 88   | Jim Paschal       | Ernest Woods        | Oldsmobile  | i.u.  | 27   | 0          |
| 48      | X-2  | Dave Terrell      | Bob Colvin          | Packard     | i.u.  | 18   | 0          |
| 49      | 317  | Lucky Walters     | i.u.                | Hudson      | i.u.  | 18   | 0          |
| 50      | 49   | Harold Lutz       | i.u.                | Oldsmobile  | i.u.  | 11   | 0          |
| 51      | 17   | Junior Johnson    | Paul Whiteman       | Cadillac    | 1     | 10   | 0          |
| 52      | 112  | Richard Jones     | i.u.                | Chrysler    | i.u.  | 1    | 0          |
| Källor: |      |                   |                     |             |       |      |            |